# Tombe étrusque

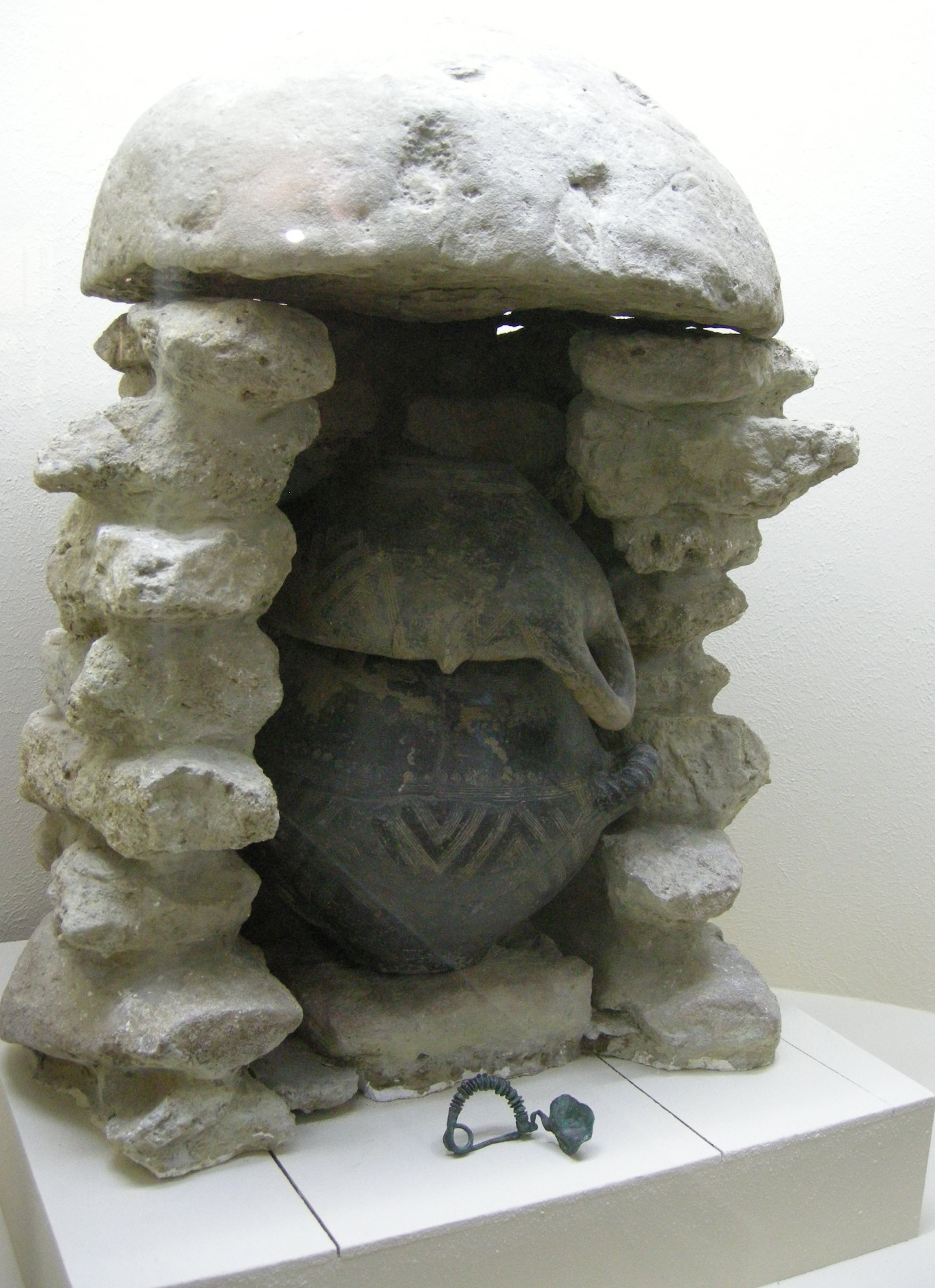
Urne biconique dans son puits de pierre (reconstitution au musée Guarnacci de Volterra).

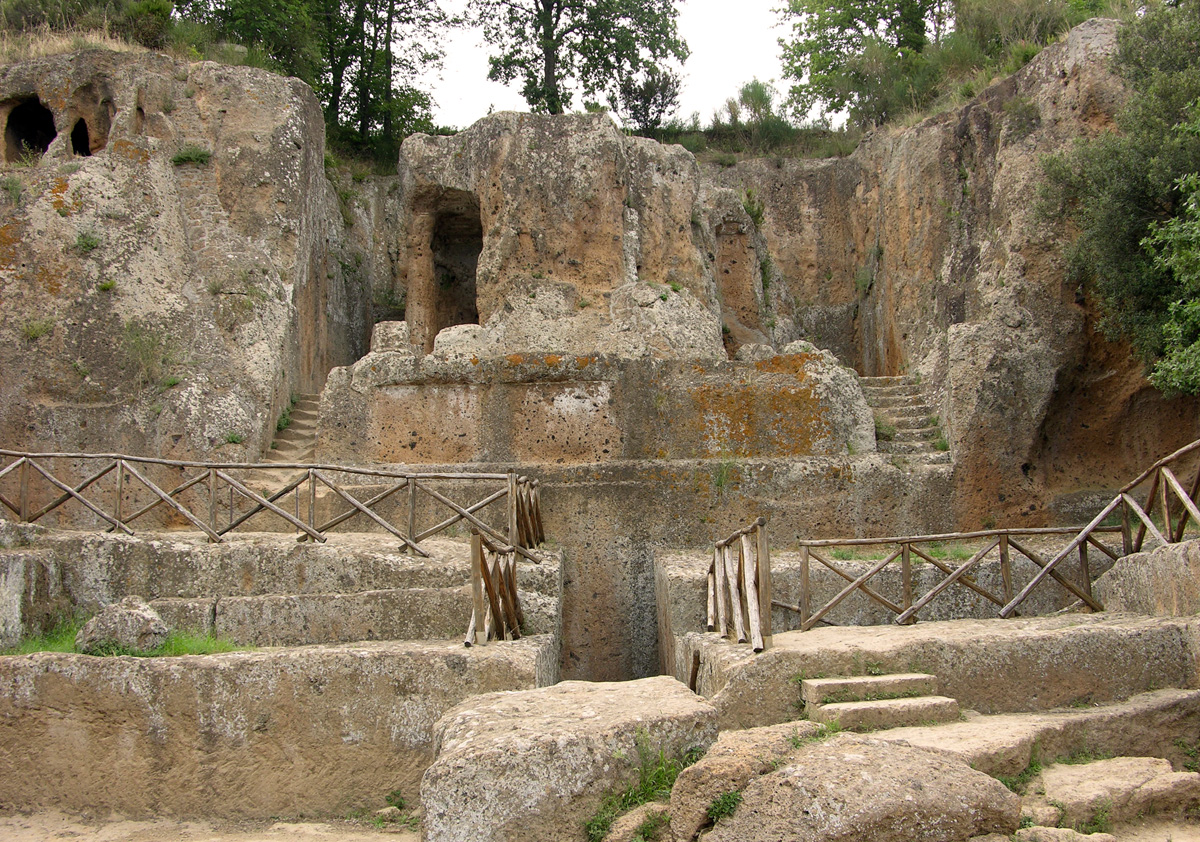
Tombe à édicule ; La Tomba Ildebranda de Sovana

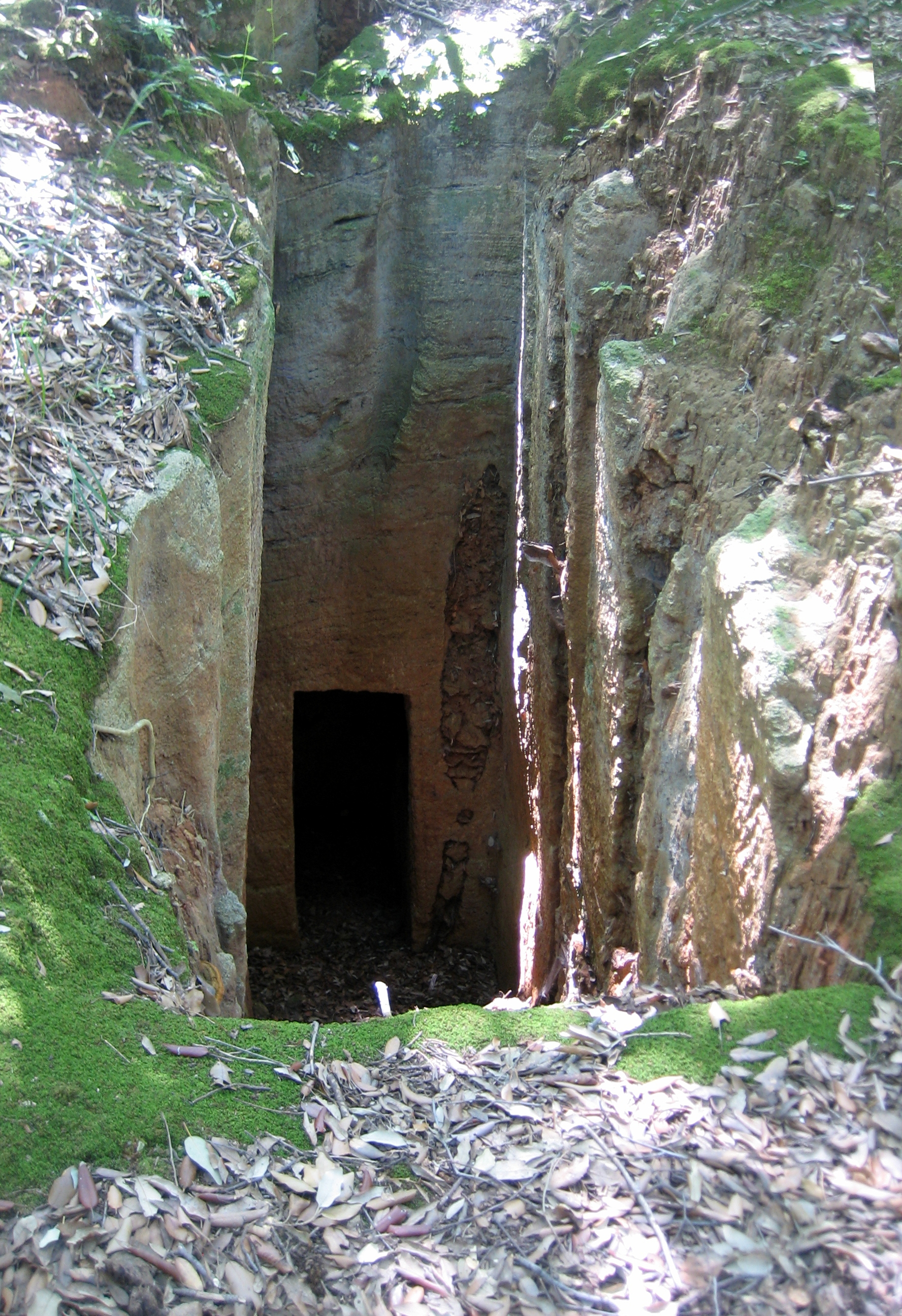
Tranchée d'accès à la tombe creusée dans la roche (Populonia).

La tombe étrusque obéit aux nombreux rites funéraires en vigueur suivant les périodes de sa civilisation : de l'urne cinéraire simple enfouie dans le sol puis dans un puits, à la banquette de pierre recevant le corps du défunt  habillé des attributs de sa fonction, puis aux sarcophages, à bas-reliefs ou figurés, des tombes collectives rassemblant les membres d'une même famille (noble), décorées de fresques, rassemblant un mobilier funéraire riche. Plusieurs types s'en dégagent dont la dénomination est descriptive.

## Typologie des tombes
Individuelle :
Ce sont pour la plupart des tombes à fosse, creusées dans le sol puis fermées (et signalées) par un tas de pierre :
- Puits de pierre contenant l'urne-cabane, l'urne biconique, ...
- Tombe dite  a ziro (une jarre contenant le canope, placée ensuite dans le puits, fermé par une pierre en surface).
- Tombe dite a tramezzo (à parois, isolant les urnes dans la même cavité,  séparant les serviteurs des maîtres).

Collective :
- Tombe creusée dans la roche accessible par une tranchée dans le sol (Sovana, Populonia, Sarteano)
- Tombe construite puis recouverte d'un tumulus, creusée dans la roche ou le tuf suivant les lieux (Toscane d'aujourd'hui), elle accueille plusieurs urnes des morts de la même communauté sur des banquettes de pierre, des niches creusées dans les parois (tomba a nicchiotti), des salles individualisées. Certaines sont à frontons ouverts taillés dans le tuf (Sovana).
- Tombe a dado (« en cube » - Cerveteri, nécropole de Castel d'Asso, Orvieto)
- Tombe a edicola (à édifice - Cerveteri, Sovana, Populonia)
- Tombe à hypogée accessible par un couloir (dromos), distribuant plusieurs salles ou niches à partir d'un atrium (Sarteano)
- Tombe  a volta  en tholos (à pseudo-coupole en pierres avec ou sans axe central omphalos  - Vetulonia)
- Tombe a camera (simulant l'intérieur d'une maison avec son toit à deux pentes et  la poutre maîtresse du columen - Monterozzi, Banditaccia, Tuscania).
- Regroupement en nécropoles (Sovana) taillées dans la colline de tuf, ou construites les unes à côté des autres (Monterozzi, Caere) les tombes collectives (familiales) constituent alors des ensembles (de véritables villes) où le rite funéraire  est célébré par famille notable, dont la puissance est exprimée par la richesse des décorations autant sur les sarcophages que les parois des tombes, et plus tard dans la juxtaposition des tombes a dado en plan hippodamien (Orvieto, Banditaccia).

À la veille de la décadence étrusque :
- Tombe a caditoia (à cheminée dans le toit du couloir d'entrée, et  qui donnait peut-être de la lumière lors de la visite, lorsqu'on retirait les dalles qui en obstruaient l'orifice - Viterbe, Sinalunga)

Il existe également des cippes indiquant l'emplacement de tombes et un des plus longs textes étrusques connus est celui du Cippe de Pérouse : il  marque la délimitation contractuelle d'un terrain, comportant des tombes, entre deux familles.
|  |  |  |

|  |  |  |